# Буцька селищна територіальна громада
Бу́цька селищна територіальна громада — територіальна громада в Україні, в Уманському районі Черкаської області. Адміністративний центр — селище Буки.
Площа громади — 82,39 км², населення — 2762 мешканці (2018).
Утворена 19 вересня 2017 року шляхом об'єднання Буцької селищної ради, Багвянської та Кутівської сільських рад Маньківського району.
Згідно з розпорядженням Кабінету Міністрів України від 12.06.2020 № 728-р до складу громади були включені Кислинська та Русалівська сільські ради Маньківського району, Новогребельська та Червонокутська сільські ради Жашківського району.

## Склад
До складу громади входять:
| Населений пункт    | Населення, осіб (1989) | Населення, осіб (2001) |
| ------------------ | ---------------------- | ---------------------- |
| Багва, село        | 663                    | 563                    |
| Буки, селище       | 2614                   | 2230                   |
| Кислин, село       | -                      | 546                    |
| Кути, село         | 614                    | 499                    |
| Нова Гребля, село  | 1034                   | 769                    |
| Русалівка, село    | 1632                   | 737                    |
| Улянівка, село     | 179                    | 162                    |
| Червоний Кут, село | 1819                   | 1457                   |

## Природно-заповідний фонд
На території громади розташована ботанічна пам'ятка природи місцевого значення Буцькові косарики та комплексна памятка природи місцевого значення Буцький каньйон.